# Bel Moreira
Isabella Moreira Leonaldo, mais conhecida como Bel Moreira (Curitiba, 17 de junho de 1999), é uma atriz e cantora brasileira. Em 2013, participou de Chiquititas como Débora, porém ganhou mais destaque interpretando Raquel em As Aventuras de Poliana e Poliana Moça.

## Biografia e carreira
Isabella nasceu em 17 de junho de 1999.
Bel ficou conhecida por interpretar Raquel em As Aventuras de Poliana e Poliana Moça.
Em 2022, Bel assumiu seu namoro com a influenciadora digital Halana Lacerda. Em julho de 2023, elas ficaram noivas.
Em maio de 2024, Bel se assumiu lésbica em seu Instagram. 

## Filmografia

### Televisão
| Ano       | Título                  | Papel                         | Notas                 | Ref.          |
| --------- | ----------------------- | ----------------------------- | --------------------- | ------------- |
| 2013      | Chiquititas             | Débora Bourbon de Albuquerque | Participação Especial | [ 12 ] [ 13 ] |
| 2018-2020 | As Aventuras de Poliana | Raquel D’Ávila Rios (Quel)    | Recorrente            | [ 14 ] [ 15 ] |
| 2022-2023 | Poliana Moça            | Raquel D’Ávila Rios (Quel)    | Recorrente            | [ 16 ] [ 17 ] |
| 2023      | Dois Tempos             | Gabriela Silva                |                       |               |

### Cinema
| Ano  | Título                            | Papel                      | Ref.   |
| ---- | --------------------------------- | -------------------------- | ------ |
| 2016 | É Fada!                           | Ingrid                     | [ 18 ] |
| 2017 | Eu Fico Loko                      | Alice                      | [ 19 ] |
| 2021 | Me Sinto Bem Com Você             | Lívia                      | [ 20 ] |
| 2023 | As Aventuras de Poliana - O Filme | Raquel D’Ávila Rios (Quel) | [ 21 ] |

### Teatro
| Ano  | Título                    | Papel             | Ref.   |
| ---- | ------------------------- | ----------------- | ------ |
| 2009 | A Noviça Rebelde          | Marta Von Trapp   |        |
| 2024 | O Rei do Rock - O Musical | Priscilla Presley | [ 22 ] |